# Związek Parlamentarny Polskich Socjalistów

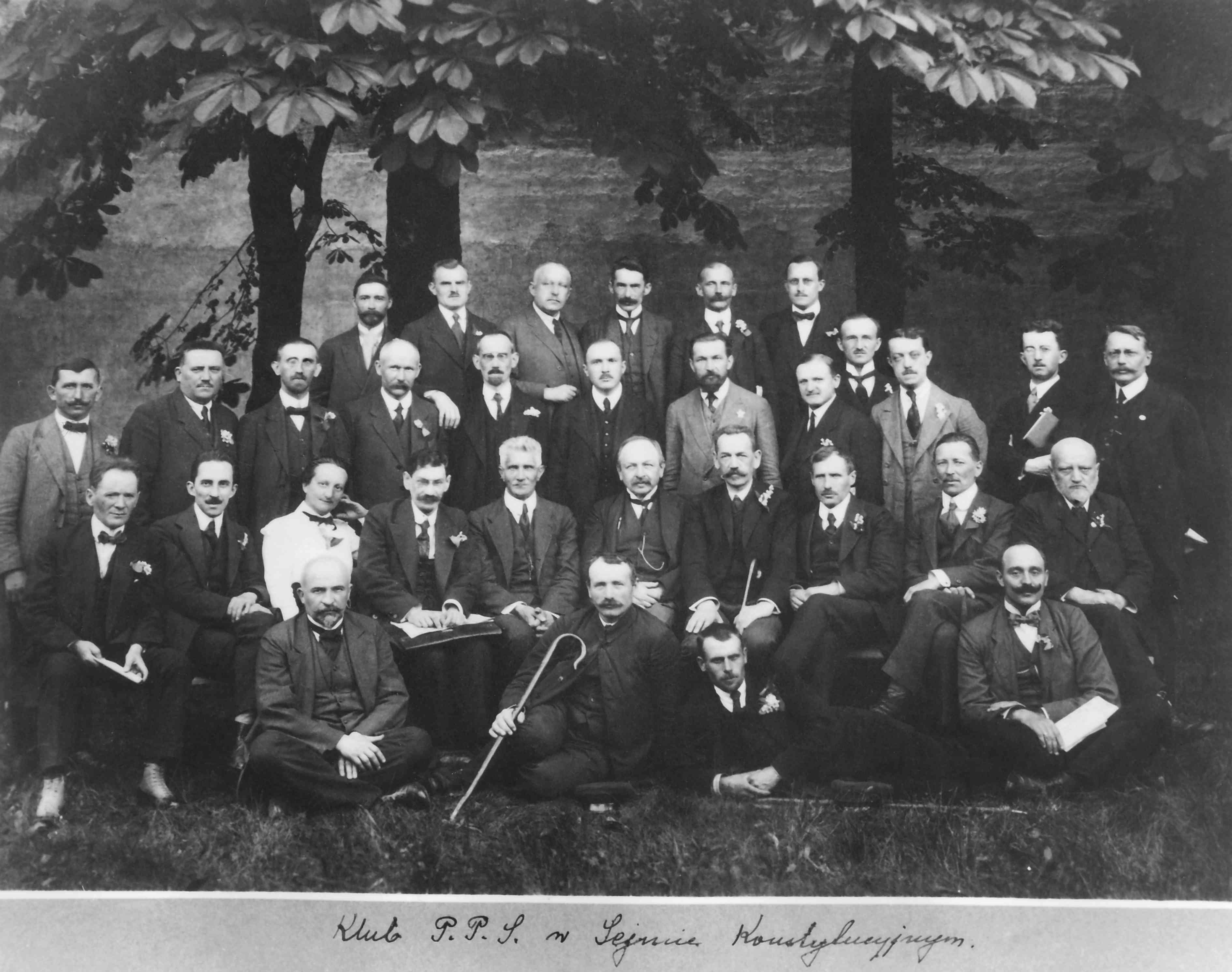
Klub Związku Polskich Posłów Socjalistycznych w 1919

Związek Parlamentarny Polskich Socjalistów – oficjalna nazwa reprezentacji parlamentarnej Polskiej Partii Socjalistycznej w latach 1922–1935 oraz 1944–1948. W okresie 1919–1922 w Sejmie Ustawodawczym reprezentacja nosiła nazwę Związku Polskich Posłów Socjalistycznych.

## Sejm Ustawodawczy (1919–1922)
W wyborach do Sejmu Ustawodawczego listy PPS i PPSD zdobyły (wraz z osobami powołanymi) łącznie 35 mandatów.
W okręgach Królestwa Polskiego PPS zdobył 15 mandatów. W zachodniej części Galicji PPSD wprowadziła do Sejmu Ustawodawczego 14 posłów (na ogólną liczbę 69 wybranych). Ponadto na mocy Dekretu Tymczasowego Naczelnika Państwa z 29 listopada 1918 do Sejmu weszli z Galicji wschodniej byli członkowie Rady Państwa, w tym 3 członków PPSD, oraz zgodnie z dekretem z 14 marca 1919, 3 posłów PPSD w okręgu cieszyńskim (wyłonionych jako uzgodniona lista 6 posłów).
Prezydium
- prezes: Ignacy Daszyński
- wiceprezesi: Norbert Barlicki;
- sekretarze: Kazimierz Czapiński; Aleksander Napiórkowski
- gospodarz: Zygmunt Klemensiewicz
- skarbnik: Marian Malinowski;

Posłowie
Tomasz Arciszewski, Norbert Barlicki, Emil Bobrowski, Antoni Chudy, Kazimierz Czapiński, Tadeusz Dymowski (mandat unieważniony na mocy wyroku Sądu Najwyższego z 31 maja 1919 r., ponownie wybrany), Ignacy Daszyński, Herman Diamand, Kazimierz Dobrowolski, Zygmunt Dreszer (zrzekł się mandatu), w grudniu 1921 zastąpił go Stanisław Kozyrski – w lipcu 1922 wystąpił z Klubu, Jan Durczak, Władysław Gęborek, Artur Hausner, Jerzy Kantor – usunięty z Klubu w 1920, Zygmunt Klemensiewicz, Maciej Kułakowski, Ryszard Kunicki, Herman Lieberman, Franciszek Loeffler – zm. 24 lutego 1919, na jego miejsce od 7 marca 1919 wszedł Antoni Pączek, Stanisław Łańcucki – wystąpił z klubu w 1921 wstępując do frakcji komunistycznej, Marian Malinowski, Zygmunt Marek, Leon Misiołek, Zofia Moraczewska, Jędrzej Moraczewski, Aleksander Napiórkowski – zg. 18 sierpnia 1920, w jego miejsce wszedł Franciszek Pudlarz, Mieczysław Niedziałkowski, Feliks Perl, Kazimierz Pużak, Tadeusz Reger, Franciszek Rejdych, Julian Smulikowski, Antoni Szczerkowski, Bronisław Ziemięcki, Zygmunt Żuławski.

## Sejm I kadencji (1922–1927)
W Sejmie I kadencji ZPPS liczył 41 posłów i 6 senatorów.
Prezydium
- prezes: Norbert Barlicki; od lutego 1926 Zygmunt Marek;
- wiceprezesi: Jędrzej Moraczewski, Stanisław Posner;
- sekretarz: Zygmunt Piotrowski;
- zastępca sekretarza – Julian Smulikowski;
- gospodarz – Antoni Pączek.

Posłowie
Józef Adamek, Tomasz Arciszewski, Norbert Barlicki, Wieńczysław Badzian, Józef Biniszkiewicz, Emil Bobrowski, Piotr Chałupka „Jan Kwapiński”, Jan Cupiał, Kazimierz Czapiński, Ignacy Daszyński, Herman Diamand, Kazimierz Dobrowolski, Józef Dzięgielewski, Zygmunt Gardecki, Artur Hausner, Rajmund Jaworowski, Adam Kuryłowicz, Herman Lieberman, Marian Malinowski, Zygmunt Marek, Jędrzej Moraczewski – zrzekł się mandatu poselskiego 25 stycznia 1927, wszedł za niego 1 marca 1927 Józef Oktawiec, Mieczysław Niedziałkowski, Józef Niski, Antoni Pączek, Feliks Perl – zm. 15 kwietnia 1927, Adam Pragier, Zygmunt Piotrowski, Stanisław Pławski, Zofia Praussowa, Franciszek Pudlarz, Kazimierz Pużak, Tadeusz Reger, Ludwik Śledziński, Julian Smulikowski, Jan Stańczyk, Antoni Szczerkowski, Stanisław Wolicki, Władysław Uziembło, Zygmunt Zaremba, Bronisław Ziemięcki, Zygmunt Żuławski.
Senatorowie
Jan Englisch, Stefan Kopciński, Bolesław Limanowski, Leon Misiołek – zm. 25 grudnia 1926, zastąpił go Romuald Jarmułowicz, Stanisław Posner, Ksawery Prauss – zm. 14 grudnia 1925, zastąpiła go 22 grudnia 1925 Dorota Kłuszyńska, Stanisław Siedlecki.

## Sejm II kadencji (1928–1930)

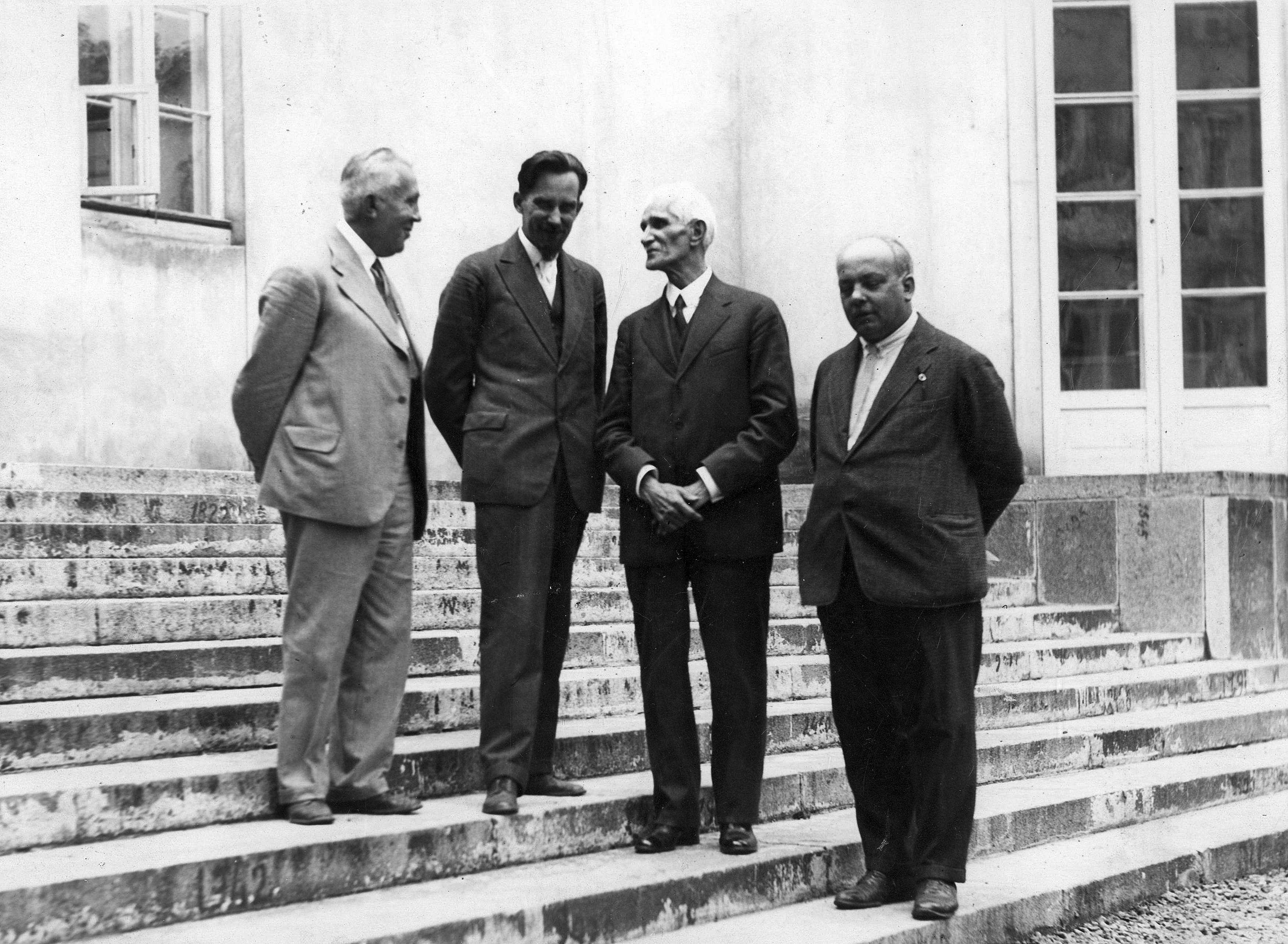
Członkowie Związku Parlamentarnego Polskich Socjalistów, 1930 r. Od lewej: senator Stefan Kopciński, poseł Zygmunt Kazimierz Piotrowski, marszałek Sejmu Ignacy Daszyński, poseł Kazimierz Czapiński

W Sejmie II kadencji ZPPS liczył na początku 63 posłów i 10 senatorów. W trakcie kadencji, w wyniku rozłamu w PPS, z klubu odeszło 10 posłów.
Prezydium
- prezes: Zygmunt Marek, od listopada 1928 Mieczysław Niedziałkowski
- wiceprezesi: Mieczysław Niedziałkowski; Stanisław Posner (po jego śmierci Herman Lieberman); Zygmunt Żuławski;
- sekretarze: Adam Ciołkosz; Kazimierz Czapiński; Zygmunt Zaremba;
- skarbnik: Adam Kuryłowicz;

Posłowie
Tomasz Arciszewski, Władysław Baranowski, Norbert Barlicki, Edward Bettmann, Aleksy Bień, Emil Bobrowski – 22 marca 1929 zrzekł się mandatu, zaś 25 marca 1929 r. zastąpił go Mieczysław Mastek, Piotr Chałupka „Jan Kwapiński”, Edmund Chodyński, Antoni Chudy, Adam Ciołkosz, Kazimierz Czapiński, Mieczysław Czarnecki, Ignacy Daszyński, Herman Diamand, Kazimierz Dobrowolski, Medard Downarowicz, Stanisław Dubois, Józef Dzięgielewski, Zygmunt Gardecki, Stanisław Grylowski, Józef Grzecznarowski, Artur Hausner, Jan Janiak, Rajmund Jaworowski, Kazimierz Kaczanowski, Stanisław Karpiński, Józef Kaźmierczak, Wincenty Kępczyński, Feliks Kotarski, Stanisław Kowalski, Adam Kuryłowicz, Herman Lieberman, Wacław Łopacki (mandat w okręgu Pińczów – Sandomierz został unieważniony wyrokiem SN z 16 grudnia 1929), Marian Malinowski, Zygmunt Marek, Jadwiga Markowska, Tadeusz Matuszewski, Bronisław Mikołajewski, Stanisław Nehring, Mieczysław Niedziałkowski, Józef Niski, Jan Nosal, Marian Nowicki, Antoni Pająk, Zygmunt Piotrowski Stanisław Pławski, Adam Pragier, Zofia Praussowa, Adam Próchnik, Kazimierz Pużak, Tadeusz Reger, Ludwik Śledziński, Julian Smulikowski, Jan Stańczyk, Antoni Szczerkowski, Adam Szczypiorski, Henryk Świątkowski, Wilhelm Topinek, Stanisław Włosiński (mandat w okręgu Pińczów – Sandomierz został unieważniony wyrokiem SN z 16 grudnia 1929), Zygmunt Zaremba, Bronisław Ziemięcki, Zygmunt Żuławski.
Senatorowie
Józef Danielewicz, Jan Englisch – zm. 13 kwietnia 1929, zastąpił go 30 grudnia 1929 Daniel Bernard Gross, Tadeusz Gałecki – „Andrzej Strug”, Stanisław Gruszczyński, Stanisław Kelles-Krauz, Dorota Kłuszyńska, Stefan Kopciński, Bolesław Limanowski, Stanisław Posner – zm. 8 maja 1930, na jego miejsce wszedł w maju 1930 Stanisław Andrzej Radek, Michał Sokołowski.
W październiku 1928 Związek opuścili posłowie: Rajmund Jaworowski, Zygmunt Gardecki, Medard Downarowicz, Józef Niski, Julian Smulikowski, Adam Szczypiorski, Antoni Pączek, Marian Malinowski, Antoni Chudy, Zofia Praussowa tworząc Klub Parlamentarny PPS dawna Frakcja Rewolucyjna, którego kierownictwo stanowili: prezes – Julian Smulikowski, wiceprezes – Marian Malinowski, sekretarz – Antoni Chudy, skarbnik – Medard Downarowicz.

## Sejm III kadencji (1930–1935)
PPS w ramach Listy nr 7 uzyskała 24 mandaty w Sejmie i 5 w Senacie. Z uwagi na unieważnienie wyborów w okręgach Płock i Przemyśl we wrześniu 1931 r. przeprowadzono wybory uzupełniające, wyniku przeliczeń pomimo zysku dla listy, PPS stracił mandat w Płocku (Wincenty Kępczyński). Tym samym ZPPS liczył 23 posłów i 5 senatorów.
Prezydium
- prezes: Mieczysław Niedziałkowski;
- sekretarz: Adam Ciołkosz;
- skarbnik: Zygmunt Piotrowski;

Posłowie
Tomasz Arciszewski, Norbert Barlicki (po utracie mandatu zastąpił go w lutym 1934 Jan Feller, Aleksy Bień, Adam Ciołkosz – mandat wygasł 5 października 1933 r., po uprawomocnieniu się wyroku, Kazimierz Czapiński, Ignacy Daszyński, Kazimierz Dobrowolski, Stanisław Dubois – mandat wygasł 5 października 1933 r.po uprawomocnieniu się wyroku), 5 lutego 1934 r. zastąpił go Roman Janowski (bezpartyjny), Józef Grzecznarowski, Stanisław Karpiński, Herman Lieberman – mandat wygasł 10 grudnia 1933, zaś 19 stycznia 1934 zastąpił go Adam Kuryłowicz, Bronisław Mikołajewski, Tadeusz Matuszewski, Mieczysław Niedziałkowski, Zygmunt Piotrowski, Kazimierz Pużak, Tadeusz Reger, Antoni Szczerkowski, Zygmunt Żuławski.
Po śmierci Franciszka Rogowskiego z PSL, 28 czerwca 1934, na jego miejsce wszedł Jan Janiak z PPS, który objął mandat 11 grudnia 1934.
Senatorowie
Bolesław Limanowski – zmarł 1 lutego 1935, zaś 18 marca 1935 zastąpił go Stanisław Osiecki (Stronnictwo Ludowe), Daniel Bernard Gross, Dorota Kłuszyńska, Stefan Kopciński – zmarł 10 czerwca 1934, zastąpił go Józef Danielewicz, Aleksander Dębski – zmarł 6 marca 1935, zaś 26 marca 1935 zastąpił go Jan Cupiał.

## Krajowa Rada Narodowa (1944–1947)
Wszyscy członkowie PPS niezależnie od sposobu wejścia do KRN i delegującej ich instytucji tworzyli klub pod nazwą Związek Parlamentarny Polskich Socjalistów (ZPPS). Istnienie klubów w KRN nie wynikało z normy prawnej – nie wspominała o ich powołaniu ustawa o radach narodowych z 11 września 1944 r., ani też regulamin obrad – ale z przepisów wewnątrzpartyjnych. Statut PPS uchwalony na XXVI Kongresie nakładał na jej posłów obowiązek zorganizowania się w klub. Dopuszczał także możliwość przynależności do ZPPS posłów z innych ugrupowań. Na tej podstawie członkiem klubu PPS był Michał Szuldenfrei z Żydowskiej Partii Socjalistycznej Bund. Pozycja klubu w systemie władz partyjnych została ukształtowana na zasadzie pełnej podległości klubu centralnym organom partii. Realizację linii politycznej przez członków klubu zabezpieczała z jednej strony dyscyplina partyjna, z drugiej norma prawna, która umożliwiała odwołanie posła przez partię, która go delegowała.
| Data             | Ogólna liczba członków KRN | Liczba socjalistów | procent ogółu |
| ---------------- | -------------------------- | ------------------ | ------------- |
| 30 grudnia 1944  | 113                        | 21                 | 18,6          |
| 4 stycznia 1945  | 165                        | 38                 | 23            |
| 7 maja 1945      | 278                        | 77                 | 27,7          |
| 28 grudnia 1945  | 287                        | 79                 | 27,5          |
| 4 stycznia 1946  | 437                        | 107                | 24,3          |
| 23 września 1946 | 447                        | 110                | 24,6          |

## Sejm Ustawodawczy (1947–1952)
W wyborach do Sejmu Ustawodawczego PPS uzyskała 116 mandatów a przewodniczącym klubu poselskiego PPS został Julian Hochfeld. Wynik ten dawał partii pozycję równorzędną z pozycją PPR. Premierem rządu został Józef Cyrankiewicz, a 7 innych członków partii otrzymało ministerialne teki. Stanisław Szwalbe pełnił funkcję wicemarszałka Sejmu.